# François Morin (banquier)
Pour les articles homonymes, voir François Morin et Morin.
François Morin (Orly, 13 septembre 1925 - Neuilly-sur-Seine, 7 janvier 2005) est un banquier français. 

## Biographie
Élève du lycée Claude-Bernard, du lycée Janson-de-Sailly et du lycée Saint-Louis à Paris, il sort major de l'École polytechnique et diplômé de l'École des mines. Licencié ès sciences, il passe une année de business administration à l'université de Chicago.
Ingénieur des mines en 1950, il est secrétaire général adjoint du Comité interministériel pour les questions de coopération économique européenne de 1957 à 1964. Il y prend part aux négociations du traité de Rome qui crée en 1957 la Communauté économique européenne (CEE) et l'Euratom.
Rentré à la Banque de Paris et des Pays-Bas en 1964 comme directeur adjoint en 1964, il en devient successivement directeur en 1966, directeur général adjoint en 1969, directeur général en 1978 et vice-président de 1986 à 1996.
Vice-président en 1990 et membre du conseil de surveillance en 1997 de la Compagnie financière de Paribas, il est président de l'Opfi-Paribas de 1969 à 1988, président de la Compagnie belge de participations (Cobepa) de 1982 à 1995 et de la banque Paribas Capital Markets Ltd de 1984 à 1992.

## Sources
- Hubert Bonin, Le monde des banquiers français au vingtième siècle, 2000
- Laurence Badel, Stanislas Jeannesson, Nicholas Piers Ludlow, Les Administrations nationales et la construction européenne: une approche historique (1919-1975), 2005